# Africa Sevens Femenino
El Africa Cup Sevens Femenino es un torneo de selecciones de rugby 7 que se realiza en África desde 2006.

## Historia
El torneo se fundó el año 2006 y su primera edición se disputó en Kampala, Uganda, coronando como sus primeras campeonas al seleccionado de Sudáfrica luego de vencer por 15 a 7 a la selección de Uganda en la definición, comenzando su dominio en el torneo.
Durante su existencia ha servido como clasificatorio a diferentes competencias internacionales, entre ellas el Challenger Series, Copa del Mundo de Rugby 7, Juegos de la Mancomunidad y los Juegos Olímpicos.

## Campeonatos
| Edición | Año  | Sede         | Campeón   | Resultado | 2.º puesto |
| ------- | ---- | ------------ | --------- | --------- | ---------- |
| I       | 2006 | Kampala      | Sudáfrica | 15 - 7    | Uganda     |
| II      | 2007 | Kampala      | Sudáfrica | 20 - 7    | Uganda     |
| III     | 2008 | Kampala      | Sudáfrica | 24 - 0    | Uganda     |
| IV      | 2012 | Rabat        | Túnez     | 14 - 10   | Kenia      |
| V       | 2013 | Túnez        | Sudáfrica | 29 - 5    | Túnez      |
| VI      | 2014 | Machakos     | Sudáfrica | 14 - 10   | Kenia      |
| VII     | 2015 | Kempton Park | Sudáfrica | 31 - 5    | Kenia      |
| VIII    | 2016 | Harare       | Sudáfrica | 22 - 17   | Kenia      |
| XI      | 2017 | Monastir     | Sudáfrica | 17 - 12   | Kenia      |
| X       | 2018 | Gaborone     | Kenia     | 29 - 7    | Uganda     |
| XI      | 2019 | Monastir     | Sudáfrica | 15 - 14   | Kenia      |
| XII     | 2022 | Jemmal       | Sudáfrica | 15 - 14   | Madagascar |
| XIII    | 2023 | Monastir     | Sudáfrica | 12 - 7    | Kenia      |
| XIV     | 2024 | Acra         | Sudáfrica | 19 - 10   | Kenia      |

## Posiciones
- Número de veces que las selecciones ocuparon las dos primeras posiciones en todas las ediciones.

| Selección  | Campeón | 2.º puesto |
| ---------- | ------- | ---------- |
| Sudáfrica  | 12      |            |
| Kenia      | 1       | 8          |
| Túnez      | 1       | 1          |
| Uganda     |         | 4          |
| Madagascar |         | 1          |